# Digital Library of Mathematical Functions
Digital Library of Mathematical Functions (DLMF) とはアメリカ国立標準技術研究所が特殊関数と自身のアプリケーション向けに数学リファレンスデータの主要なリソースを開発するためのオンラインプロジェクトである。
Abramowitz's and Stegun's Handbook of Mathematical Functions (A&S)の更新版に位置づけられている。いくつかの章は既に掲載されていたが、2010年5月7日にオンライン正式公開された。
初版を合衆国政府印刷局が発行し、アメリカ合衆国内でパブリックドメインとなっていたA&Sとは対照的に、NISTはDLMFに関しては著作権を所有することを宣言し17 U.S.C. §105下に置かれるとしている。